# بیلث ولز
بیلث ولز (به انگلیسی: Builth Wells، تلفظ: ‎/ˈbɪlθ ˈwɛlz/‎) یک شهر بازاری در ولز است که در پویس واقع شده‌است. بیلث ولز ۲٬۵۶۸ نفر جمعیت دارد.